# Jessica Jurado
Jessica Jurado (Guadalajara, 12. listopada 1968. – ?, 9. listopada 2024.) bila je meksička glumica, najpoznatija po ulozi Patricije de Bracho u telenoveli Otimačica.

## Filmografija
- Entre el Amor y el Odio – Martha del Castillo
- La usurpadora – Patricia de Bracho
- Más allá de la usurpadora (nastavak Otimačice) – Patricia de Bracho
- Mujer, casos de la vida real
- María la del Barrio – Verónica Barena Robles de Castillo
- Amor en silencio
- Marionetas

## Vanjske poveznice
- Jessica Jurado
- Patricia Bracho  Arhivirana inačica izvorne stranice od 16. siječnja 2017. (Wayback Machine)